# Menhir de Champ-Dolent

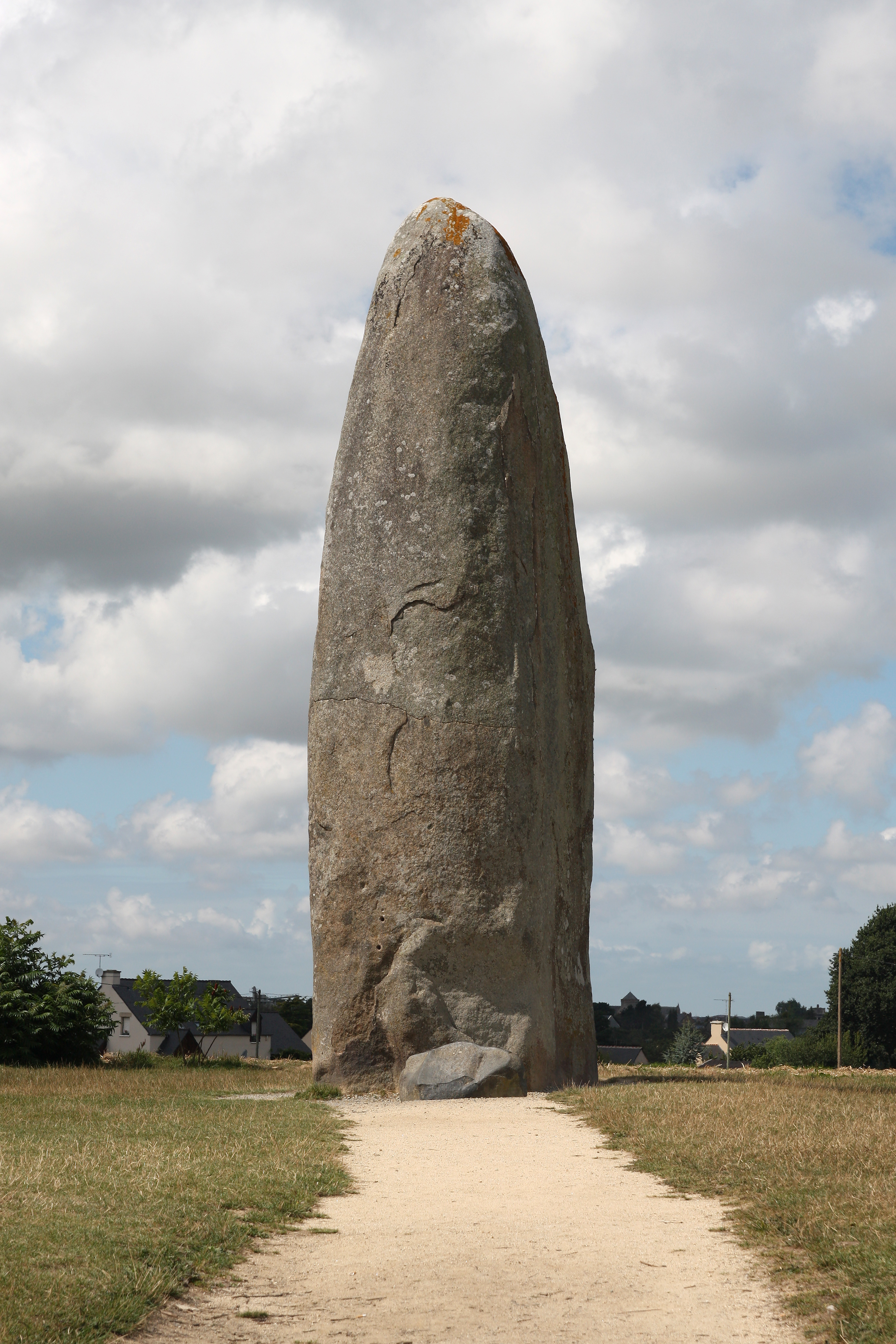
Menhir de Champ-Dolent.

El menhir de Champ-Dolent es uno de los menhires más importantes de Bretaña, está registrado desde 1889 como Monumento Histórico por el Ministerio de Cultura francés.
Se encuentra a unos dos kilómetros de la comuna francesa de Dol-de-Bretagne. Proviene del filón granítico de Bonnemain, a unos cinco km al sur y mide unos 9,5 metros de altura y 8,7 de circunferencia, estimándose su peso en unas 150 toneladas. Según la tradición, el rey de los francos Clotario I estableció aquí su campamento en el año 560.